# Lasconotus referendarius
Lasconotus referendarius is een keversoort uit de familie somberkevers (Zopheridae). De wetenschappelijke naam van de soort werd in 1869 gepubliceerd door Alois Zimmermann.